# Alexander Oppler

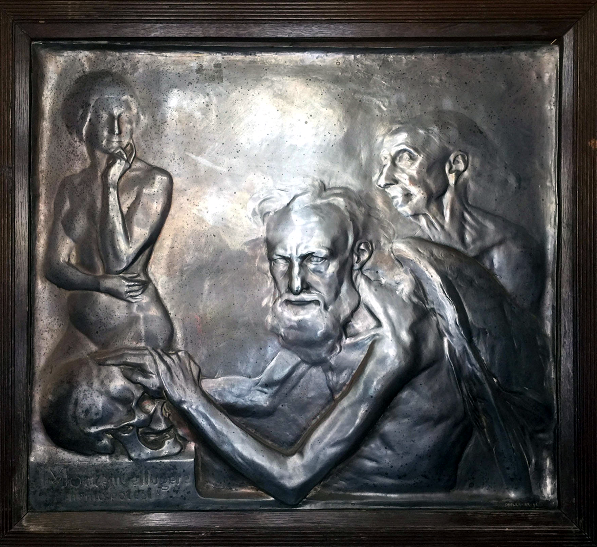
Morte effugere nemo potest, 1896

Alexander Oppler (Hannover, 10 febbraio 1869 – Berlino, 18 marzo 1937) è stato uno scultore e medaglista tedesco di origini ebraiche, noto soprattutto per i suoi busti-ritratti.

## Biografia

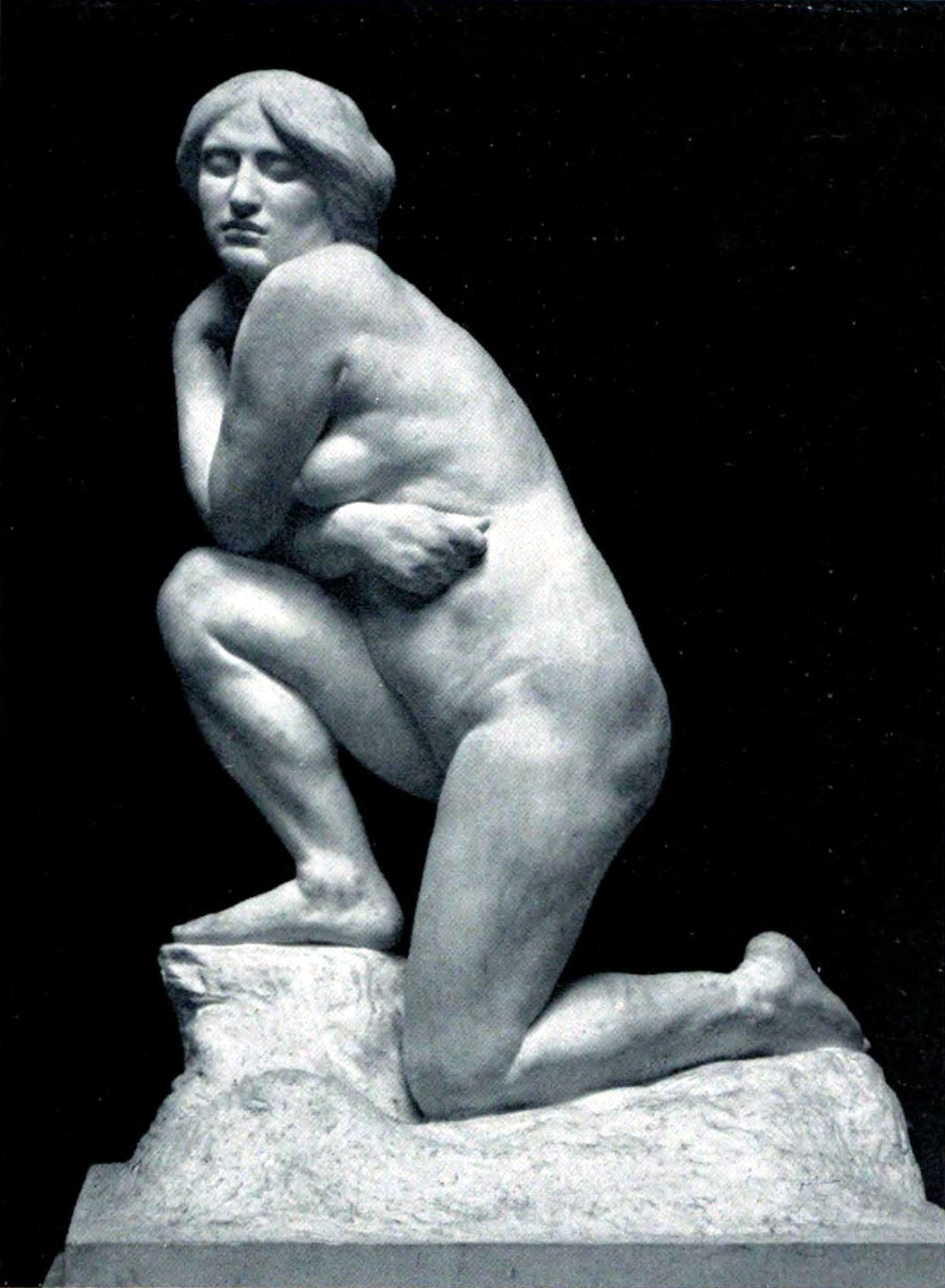
Eva, 1911 circa

Suo padre era l'architetto Edwin Oppler. Suo fratello maggiore, Ernst, era un pittore e un incisore. Aveva due fratelli minori, anche loro abbastanza noti: Berthold, un dottore, e Siegmund, un giurista. Dal 1888 studiò l'arte: dapprima all'accademia delle belle arti di Monaco di Baviera, poi all'accademia reale di belle arti di Bruxelles e infine all'accademia di belle arti parigina. Fu un membro della secessione di Monaco e di quella berlinese.
Fu uno dei primi membri dell'Associazione degli Artisti Tedeschi (Deutscher Künstlerbund) e partecipò alla loro prima mostra nel 1904, in quella che oggi è la collezione di antichità (Staatliche Antikensammlungen) di Monaco, con due statue di marmo e un busto di gesso.
Tra le sue opere più note si cita un busto dell'artista francese André Derain. Egli riteneva la sua opera più importante la fontana nella Olivaer Platz di Berlino, che venne distrutta dai nazisti. Anche una scultura creata per la sua tomba di famiglia al Parkfriedhof Lichterfelde è andata perduta. Molte sue opere furono salvate dalla figlia Ellen quando quest'ultima emigrò negli Stati Uniti d'America. In seguito vennero donate al centro d'arte Brevard (oggi il museo d'arte Foosaner) di Melbourne, in Florida.
Le sue opere si possono vedere anche al museo Wallraf-Richartz di Colonia, il museo Kunstpalast di Düsseldorf, il museo August Kestner di Hannover e il Landesmuseum Württemberg di Stoccarda.